# Выигрыш Билла Моргана в лотерею
Билл Морган, австралиец из Мельбурна, в мае 1999 года был заснят на пленку, выиграв скретч-карту стоимостью 250 000 австралийских долларов, когда воспроизводил свой предыдущий выигрыш в скретч-карту для новостного репортажа. Видеозапись этого мероприятия широко распространилась в Интернете.

## Предыстория
В 1998 году Морган, 37-летний водитель грузовика, живший в трейлере, чуть не погиб в автокатастрофе, из-за которой у него развилось заболевание сердца. Затем у него возникла аллергическая реакция на препарат, который использовался для лечения этого заболевания, что привело к сильному сердечному приступу. Он был объявлен клинически мёртвым на 14 минут 38 секунд, прежде чем его реанимировали парамедики, однако впоследствии он впал в кому на 12 дней, в течение которых его семье посоветовали отключить его от системы жизнеобеспечения, но после перевода в другую больницу он очнулся и полностью восстановился

## Видео с выигрышем в лотерею
В течение 12 месяцев после автомобильной аварии, за которой последовал сердечный приступ и кома, Морган выиграл в лотерею автомобиль Toyota Corolla стоимостью 30 000 австралийских долларов, устроился на новую работу и обручился со своей будущей женой Лиз Уэллс.
Его резкое изменение в жизни привлекло внимание местных СМИ, и через две недели после его первого выигрыша в лотерею в мае 1999 года Nine News попросили его повторить это для дополнительных кадров в их новостном репортаже. Когда его снимали, как он отрывает ещё одну карточку в магазине, он обернулся, поднял билет и сказал: «Я только что выиграл 250 000. Я не шучу. Я только что выиграл 250 000», — после чего обхватил голову руками и попросил съёмочную группу: «Пожалуйста, не снимайте меня». Затем он сказал: «Я не верю, что это происходит со мной». «Думаю, у меня будет ещё один сердечный приступ».
Отпраздновав победу с сотрудниками информационного агентства за бокалом шампанского, он позвонил своей невесте, чтобы сообщить ей о своей второй победе и о том, что теперь они могут позволить себе купить новый дом. Позже она сказала: «Я просто надеюсь, что он не растратил всю свою удачу». Позже видеозапись была загружена на YouTube, где стала вирусной.

## Последствия
По состоянию на 2020 год Морган по-прежнему живёт в Мельбурне со своей женой. Несмотря на то, что он по-прежнему страдает от проблем с сердцем и артрита, из-за которых ему пришлось рано уйти на пенсию, он заявил: «У меня было 22 года отпуска, и именно так нужно жить. Каждый день я встаю и надеваю ботинки, и даже если я не очень хорошо себя чувствую, я иду по дороге, вдыхаю аромат роз, смотрю на солнце и думаю о том, как мне повезло». Он продолжает покупать скретч-карты каждую неделю.